# Cosmarium trachypleurum
Cosmarium trachypleurum là một loài Song tinh tảo trong họ Desmidiaceae, thuộc chi Cosmarium.